# Lasius globularis
Lasius globularis är en myrart som först beskrevs av Oswald Heer 1850.  Lasius globularis ingår i släktet Lasius och familjen myror. Inga underarter finns listade i Catalogue of Life.